# Тейю
Тейю (лат. Teius) — род ящериц семейства тейид из Южной Америки.
В составе рода выделяют 3 вида:
- Teius oculatus
- Teius suquiensis
- Teius teyou — тейю (собственно)[1]

Русское название «тейю» может обозначать ящериц другого, более известного, рода семейства тейид — тегу (Tupinambis).
В разное время в состав рода Teius включались также виды, в настоящее время относимые к другим родам тейид.